# Lepthyphantes ebinoensis
Lepthyphantes ebinoensis är en spindelart som beskrevs av Ryoji Oi 1979. Lepthyphantes ebinoensis ingår i släktet Lepthyphantes och familjen täckvävarspindlar. Inga underarter finns listade i Catalogue of Life.